# Giulia Niccolai
Giulia Niccolai (Milán, 21 de diciembre de 1934-Milán, 22 de junio de 2021) fue una fotógrafa, poeta, novelista y traductora italiana.

## Biografía
Hija de un padre italiano y una madre estadounidense, nació en Milán y creció tanto en Italia como en Estados Unidos. Durante los años 50, empezó a trabajar como reportera gráfica para diferentes publicaciones italianas, europeas y americanas, incluyendo Life, Paris Match y Der Spiegel. Al final de los años 60,  dejó de ejercer como fotógrafa profesional para centrar su carrera en la escritura. Fue miembro del grupo neo-avant-garde de escritores conocido como Grupo del 63. Escribió su primer libro de poesía Humpty Dumpty, escrito en inglés, en 1969. En 1970, con Adriano Spatola, fundó la revista de poesía Tam Tam.
Niccolai publicó su única novela Il grande angolo en 1966. En 1974, publicó Poema & Oggetto, una colección de poesía visual. Durante los años 80, se interesó en filosofía oriental y pasó periodos en Japón convirtiéndose en una monja budista en 1990. En 1994, publicó una colección de poemas Frisbees--Poesie da lanciare, ganando el Premio Feronia.
Niccolai también tradujo muchos trabajos de escritores estadounidenses e ingleses al italiano.

## Selección de trabajos

### Poesía
- Greenwich (1971)
- Russky salad ballads & webster poems (1977)
- Harry's bar e altre poesie, 1969-1980 (1981)
- Orienti/Orients (2004)[5]

## Traducciones
- Prosper Mérimée La notte di San Bartolomeo (St. Bartholomew's Day massacre) (1975) con Adriano Spatola
- Gertrude Stein La storia geografica dell'America, o Il rapporto della natura umana con la mente umana (1980)
- Dylan Thomas Il mio Natale nel Galles (1981)
- Beatrix Potter Le favole di Ludovico Coniglio (1981)
- Alexander Sutherland Neill La nuvola verde (El último hombre vivo: Una historia para chicos de 7 a 17 años) (1981)
- Virginia Woolf La vedova e il pappagallo: una storia vera (1984)
- Angela Carter Gatto Marino e re Drago  (2000)

### Otros
- La nave nel prato (1972); literatura para niños.
- Esoterico biliardo (2001), memoir[5]